# Natanz
Natanz (en persan : نطنز) est une ville de la province d'Ispahan en Iran, située à 75 km au sud-ouest de Kashan.
La population du district en 1999 était de 39 964 habitants.
Depuis 2002, elle abriterait un site de recherche nucléaire à des fins militaires, alors que le gouvernement iranien reconnaît qu'il y a un site de traitement de matériel nucléaire, mais « qu'aucun matériel nucléaire n'a été introduit sur le site ».

## Monuments notables
La mosquée du Vendredi (Masdjed-e Djame), construite au début du XIVe siècle présente un minaret décoré d'une alternance de briques et de céramiques émaillées. Elle abrite le mausolée du sheikh Abd al-Samad, mort vers 1300. Un portail contigu est tout ce qu'il reste d'un couvent de derviches construit à la même époque. Son décor de céramiques émaillées est une magnifique polyphonie de bleu et de turquoise.
Derrière le complexe, se trouvent les restes d'un temple du feu sassanide.
En 1624, dans son Itinéraire de Moscou au royaume de Perse, le marchand Fédot Afanassiévitch Kotov, décrit Natanz,  la montagne magique de Kohe Karkas (Montagne Voûtée), et mentionne la mosquée construite en souvenir d'un faucon du shah local sur la colline Shai Koh.

## Site nucléaire

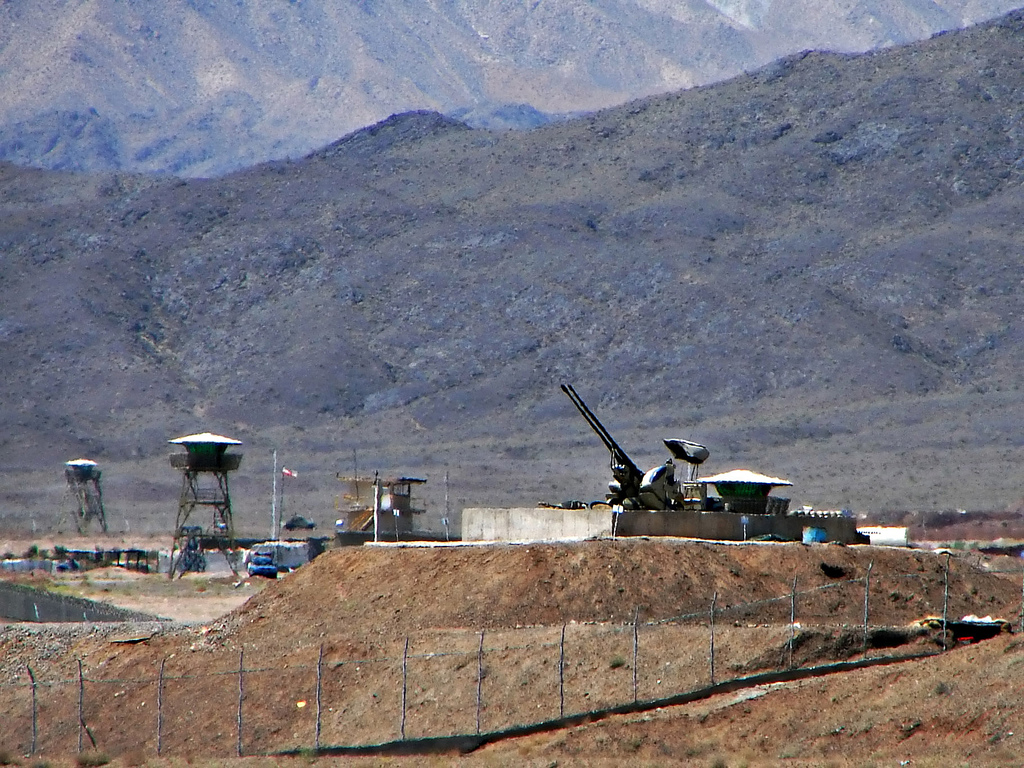
Défense antiaérienne du site nucléaire de Natanz

En 2002, Alireza Jafarzadeh (en) a révélé l'existence d'une installation nucléaire secrète où des centrifugeuses enrichissent de l'uranium provenant de la province de Yazd. « L'Iran est en train d'installer 3 000 centrifugeuses à Natanz et possède actuellement 1 600 centrifugeuses en activité », a déclaré Abdolreza Rahmani Fazli (en), adjoint du secrétaire du Conseil suprême de la sécurité nationale, chargé du dossier nucléaire iranien.
Selon Gholam Reza Aghazadeh, l'un des responsables du programme nucléaire, 7 000 centrifugeuses auraient été installées à Natanz, permettant au pays d'entrer dans une « nouvelle phase d'acquisition de technologies d'enrichissement de l'uranium ». Un rapport du 19 février 2009 de l'AIEA, pour l'ONU estimait que 3 964 centrifugeuses étaient en activité à Natanz, que 1 476 autres faisaient l'objet d'essais à vide ou à sec (sans matières nucléaires) et que 125 autres centrifugeuses avaient été installés sans avoir été utilisées.
La presse américaine rapporte que Donald Trump a envisagé en novembre 2020 de faire bombarder le site de Natanz.

### Attaque par un virus informatique
Selon le New York Times, les États-Unis et Israël ont développé un virus informatique avec lequel ils ont attaqué le site de Natanz. Cette attaque aurait permis de ralentir l'avancement du programme nucléaire iranien. Vers juin 2009, les centrifugeuses, pilotées par un SCADA de Siemens, sont infectées par le virus informatique Stuxnet, ce qui provoque une importante dégradation dans la qualité du produit fini. En juillet 2011, l'Iran a informé l'AIEA de l'installation « de nouvelles centrifugeuses plus rapides pour enrichir l'uranium ». Les anciennes centrifugeuses ne seront plus utilisées car Stuxnet ne peut en être retiré.

### Explosion d'avril 2021
Une explosion le 11 avril 2021, attribuée à Israël, détruit des installations électriques dans la centrale.

### Autre site iranien d'enrichissement

Carte des installations nucléaires iraniennes

En 2009, l'existence d'un second site construit à Fordow, près de la ville de Qom (secrètement, sur une base militaire) a été porté à la connaissance du grand public lors du « sommet de Pittsburg » du G20.